# Antic escorxador de Manresa
L'Antic escorxador de Manresa és una obra del municipi de Manresa (Bages). És un edifici i recinte modernista projectat per Ignasi Oms i Ponsa l'any 1906 a la plaça Bages 11, llavors situat als afores de la ciutat. Està protegit com a bé cultural d'interès local.
L'antic escorxador està ubicat a la ciutat de Manresa, concretament a tota una illa ubicada al barri del Poble Nou, entre la Plaça Bages, la Av. Bases de Manresa i la Av. Universitària. I el seu accés és per una gran portalada de la Plaça Bages.
La zona és de fàcil accés donat que l'Avinguda Universitària és una entrada de l'Eix Transversal.

## Descripció
L'antic escorxador de Manresa és un edifici modernista, així com el recinte que l'envolta, projectat per Ignasi Oms i Ponsa. Construït l'any 1906 a l'actual Plaça Bages.
Es tracta d'una obra inacabada on es fa palesa la funció d'equipament públic. En aquest sentit, podem apreciar que es tracta d'un edifici caire utilitari que en condiciona l'estructura.
L'edifici d'una única planta és de forma rectangular (22’27 x 23’93 m.) i té una superfície útil de 458’55 m². És de secció basilical amb tres naus, dos laterals de 6 m. d'amplada i la nau principal de 8’25 m. i una alçada de 13’82 m.
Els murs de càrrega són de pedra d'uns 50 cm d'espessor els de façana i uns 35 cm. els interiors.
S'hi accedeix a través un portal monumental i es distribueix a partir d'un eix central en forma de pati envoltat de diversos pavellons de tres naus. A la nau central, la més alta, s'hi sacrificaven els animals, mentre que a les laterals s'hi acollien els corrals. Les torres de les cantonades s'utilitzaven d'assecadors de pells.
La construcció és a base de pedra emmarcada de totxo vist. La coberta és a base de cavalls de fusta a dues aigües, i està suportada per pilars de totxo vist. En les obertures hi ha gelosies de fusta. Els paraments entre columnes de cada mòdul s'estructuren en tres nivells d'obertures: portes de pas a la part baixa, tres finestrals amb gelosies per a la ventilació al centre i, a la part superior, tres finestres formant un arc rebaixat, amb un tancament de làmines de vidre per facilitar l'entrada de llum natural.
El conjunt de l'edifici està format per una sèrie de pavellons que ocupen un espai d'una hectàrea, 29 àrees i 93 centiàrees. L'entrada monumental al conjunt es troba pel camí de Joncadella (que dona a la plaça), a ambdós costats de la porta hi ha dos pavellons de planta baixa que donen a un pati que facilita l'ingrés als altres edificis (3 naus o pavellons amb activitats específiques). També hi ha una gran torre de 15 metres d'alçària que és un dipòsit d'aigua.

## Història
Des de 1863, l'Ajuntament de Manresa es plantejava la construcció d'un escorxador municipal que donés resposta a les noves necessitats que en aquell moment s'havien derivat a conseqüència del fort increment de població així com de la promulgació del reial ordre, el 25 de febrer de 1859, que regulava el sacrifici d'animals de consum.
Això va fer que el local del carrer de les Piques, utilitzat des de 1759 com a escorxador, quedés obsolet per qüestions higièniques i sanitàries.
Va ser l'any 1903 quan l'Ajuntament de Manresa va adquirir uns terrenys als afores de la ciutat per tal de construir un nou escorxador.
L'edifici es projectà el 1904 i al juliol d'aquell mateix any Ignasi Oms i Ponsa va signar el projecte definitiu i la primera pedra es va col·locar l'1 de setembre de 1906. La inauguració fou el 21 d'octubre de 1908 i començà a funcionar tot seguit.
A l'antic escorxador, es pot apreciar la notable influència de l'escorxador de Saragossa, ja que ambdós edificis plantegen la mateixa ordenació, amb els tres pavellons de secció basilical al voltant d'un pati amb un monument al mig, i seguint un eix de simetria a partir d'un portal d'accés de tres arcs. Això és degut a la visita que Ignasi Oms va dur a terme a aquesta ciutat juntament amb una comissió municipal de l'Ajuntament per visitar el seu escorxador, inaugurat com a recinte de la “Exposición Aragonesa 1885-1886”.

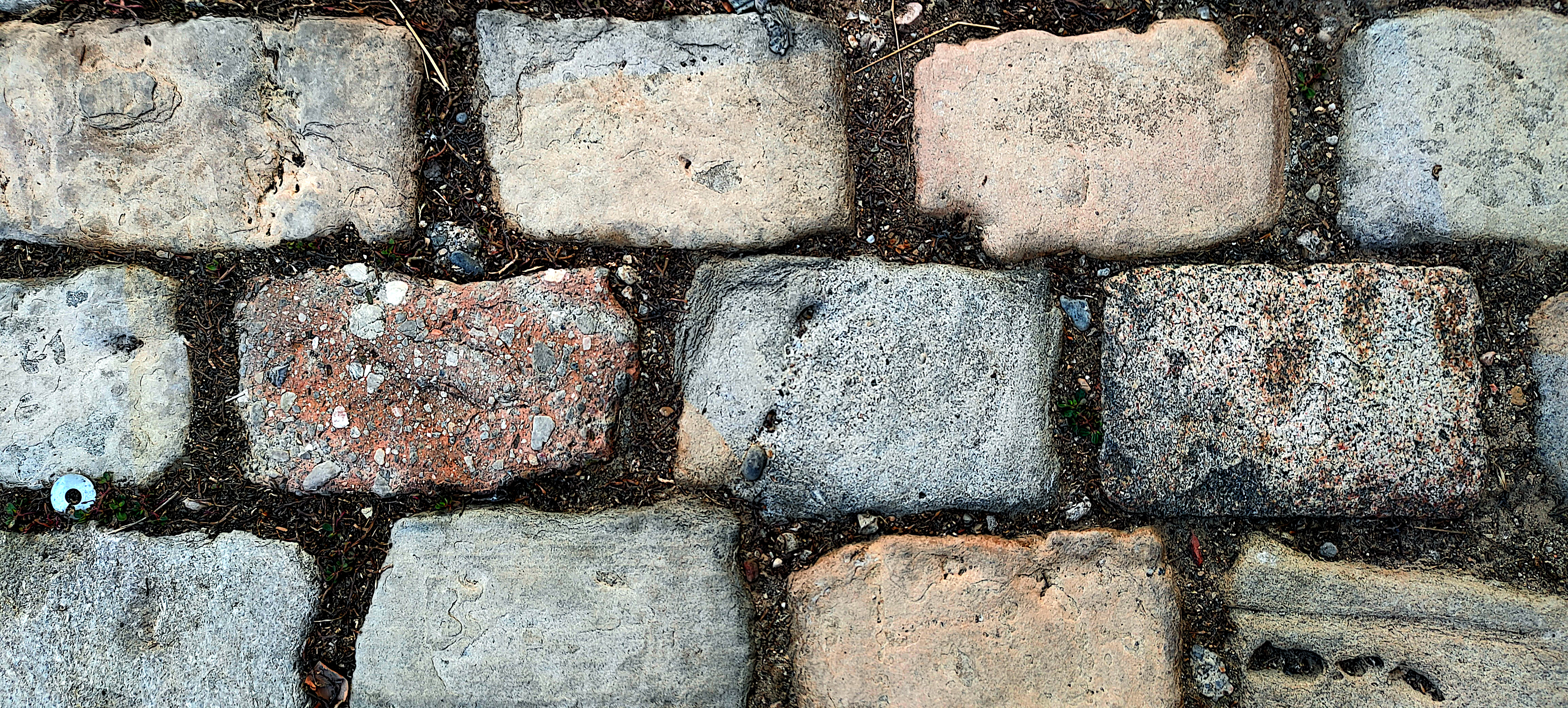
Fotografia dels tres tipus de llambordes que es troben al pavimentat al voltant de l'edifici de la Biblioteca del Campus Universitari de Manresa: Llamborda de bretxes calcàries amb matriu vermella, de gresos i de granodiorita de gra fi.

Va ser a la dècada de 1980 quan l'escorxador va posar fi a la seva activitat. L'any 1992 se’n va començar a rehabilitar la nau central i es va inaugurar com a biblioteca el 22 d'abril de 2005 (Biblioteca del Campus Universitari de Manresa), integrada en el campus universitari de Manresa. L'edifici també acull el Centre de Documentació i Recursos del Parc Tecnològic i Universitari de Manresa.
En la rehabilitació de l'any 2005 es van reutilitzar les llambordes originals del complex modernista de 1906 i van servir per pavimentar el davant i els laterals de la nau central de l'antic escorxador. Aquestes llambordes formen part del patrimonial industrial, però també del patrimoni geològic de Catalunya, ja que són l'exemple de diferents tipus les roques utilitzades per fer llambordes a Catalunya. La majoria dels blocs són gresos locals de Manresa de l'Eocè, s'hi poden trobar també granodiorites de gra fi procedent de les grans pedreres de Caldes de Montbui, que van subministrar la majoria de llambordes de la ciutat de Barcelona durant els segles xix i xx i blocs de bretxes calcàries amb matriu vermella que és una roca sedimentària probablement del Paleocè i podria ser originària d'alguna pedrera situada a l'àrea del Vallès.